# Symphurus atricaudus
Symphurus atricaudus és un peix teleosti de la família dels cinoglòssids i de l'ordre dels pleuronectiformes.